# 1358
Il 1358 (MCCCLVIII in numeri romani) è un anno  del XIV secolo.

## Eventi
- 18 febbraio - Pace di Zara: la Repubblica di Venezia cede i suoi diritti sulla Dalmazia all'Ungheria
- Francia: scoppia la rivolta detta "jacquerie"

## Nati
- 20 febbraio - Eleonora d'Aragona, regina († 1382)
- 19 marzo - Elisabetta di Boemia, nobile († 1373)
- 24 agosto - Giovanni I di Castiglia, re († 1390)
- 25 settembre - Ashikaga Yoshimitsu, militare giapponese († 1408)
- Anna di Forez, nobile francese († 1417)
- Elisabetta di Norimberga, regina († 1411)
- Filippo d'Artois, nobile francese († 1397)
- Mikołaj Trąba, arcivescovo cattolico polacco († 1422)
- Rodolfo Visconti, italiano († 1389)

## Morti
- 6 gennaio - Gertrude van der Oosten, religiosa e mistica olandese
- 10 gennaio - Abu 'Inan Faris, sultano berbero (n. 1329)
- 15 marzo - Bernardo Tricardo, vescovo cattolico italiano
- 6 aprile - Raniero Arsendi, giurista italiano (n. 1290)
- 29 maggio - Fadrique Alfonso de Castilla, nobile spagnolo (n. 1334)
- 7 giugno - Ashikaga Takauji, militare giapponese (n. 1305)
- 12 giugno - Giovanni d'Aragona, principe (n. 1330)
- 7 luglio - Isacco Bindi, vescovo cattolico italiano
- 30 luglio - Nicola di Lussemburgo, patriarca cattolico tedesco (n. 1322)
- 31 luglio - Étienne Marcel, politico francese (n. 1315)
- 16 agosto - Alberto II lo Sciancato, nobile austriaco (n. 1298)
- 22 agosto - Isabella di Francia, regina (n. 1295)
- 3 ottobre - Mahaut di Châtillon, nobildonna francese (n. 1293)
- Isabella Bruce, nobile scozzese
- Casimiro I di Teschen, nobile polacco
- Karijotas, nobile lituano (n. 1300)
- Guglielma Pallavicini, marchesa
- Gregorio da Rimini, filosofo e teologo italiano (n. 1300)

## Calendario
| Calendario 1358 | Calendario 1358 | Calendario 1358 | Calendario 1358 | Calendario 1358 | Calendario 1358 | Calendario 1358 | Calendario 1358 | Calendario 1358 | Calendario 1358 | Calendario 1358 | Calendario 1358 | Calendario 1358 | Calendario 1358 | Calendario 1358 | Calendario 1358 | Calendario 1358 | Calendario 1358 | Calendario 1358 | Calendario 1358 | Calendario 1358 | Calendario 1358 | Calendario 1358 | Calendario 1358 | Calendario 1358 | Calendario 1358 | Calendario 1358 | Calendario 1358 | Calendario 1358 | Calendario 1358 | Calendario 1358 | Calendario 1358 | Calendario 1358 |
| --------------- | --------------- | --------------- | --------------- | --------------- | --------------- | --------------- | --------------- | --------------- | --------------- | --------------- | --------------- | --------------- | --------------- | --------------- | --------------- | --------------- | --------------- | --------------- | --------------- | --------------- | --------------- | --------------- | --------------- | --------------- | --------------- | --------------- | --------------- | --------------- | --------------- | --------------- | --------------- | --------------- |
|                 | 1               | 2               | 3               | 4               | 5               | 6               | 7               | 8               | 9               | 10              | 11              | 12              | 13              | 14              | 15              | 16              | 17              | 18              | 19              | 20              | 21              | 22              | 23              | 24              | 25              | 26              | 27              | 28              | 29              | 30              | 31              |                 |
| Gennaio         | Lu              | Ma              | Me              | Gi              | Ve              | Sa              | Do              | Lu              | Ma              | Me              | Gi              | Ve              | Sa              | Do              | Lu              | Ma              | Me              | Gi              | Ve              | Sa              | Do              | Lu              | Ma              | Me              | Gi              | Ve              | Sa              | Do              | Lu              | Ma              | Me              |                 |
| Febbraio        | Gi              | Ve              | Sa              | Do              | Lu              | Ma              | Me              | Gi              | Ve              | Sa              | Do              | Lu              | Ma              | Me              | Gi              | Ve              | Sa              | Do              | Lu              | Ma              | Me              | Gi              | Ve              | Sa              | Do              | Lu              | Ma              | Me              |                 |                 |                 |                 |
| Marzo           | Gi              | Ve              | Sa              | Do              | Lu              | Ma              | Me              | Gi              | Ve              | Sa              | Do              | Lu              | Ma              | Me              | Gi              | Ve              | Sa              | Do              | Lu              | Ma              | Me              | Gi              | Ve              | Sa              | Do              | Lu              | Ma              | Me              | Gi              | Ve              | Sa              |                 |
| Aprile          | Do              | Lu              | Ma              | Me              | Gi              | Ve              | Sa              | Do              | Lu              | Ma              | Me              | Gi              | Ve              | Sa              | Do              | Lu              | Ma              | Me              | Gi              | Ve              | Sa              | Do              | Lu              | Ma              | Me              | Gi              | Ve              | Sa              | Do              | Lu              |                 |                 |
| Maggio          | Ma              | Me              | Gi              | Ve              | Sa              | Do              | Lu              | Ma              | Me              | Gi              | Ve              | Sa              | Do              | Lu              | Ma              | Me              | Gi              | Ve              | Sa              | Do              | Lu              | Ma              | Me              | Gi              | Ve              | Sa              | Do              | Lu              | Ma              | Me              | Gi              |                 |
| Giugno          | Ve              | Sa              | Do              | Lu              | Ma              | Me              | Gi              | Ve              | Sa              | Do              | Lu              | Ma              | Me              | Gi              | Ve              | Sa              | Do              | Lu              | Ma              | Me              | Gi              | Ve              | Sa              | Do              | Lu              | Ma              | Me              | Gi              | Ve              | Sa              |                 |                 |
| Luglio          | Do              | Lu              | Ma              | Me              | Gi              | Ve              | Sa              | Do              | Lu              | Ma              | Me              | Gi              | Ve              | Sa              | Do              | Lu              | Ma              | Me              | Gi              | Ve              | Sa              | Do              | Lu              | Ma              | Me              | Gi              | Ve              | Sa              | Do              | Lu              | Ma              |                 |
| Agosto          | Me              | Gi              | Ve              | Sa              | Do              | Lu              | Ma              | Me              | Gi              | Ve              | Sa              | Do              | Lu              | Ma              | Me              | Gi              | Ve              | Sa              | Do              | Lu              | Ma              | Me              | Gi              | Ve              | Sa              | Do              | Lu              | Ma              | Me              | Gi              | Ve              |                 |
| Settembre       | Sa              | Do              | Lu              | Ma              | Me              | Gi              | Ve              | Sa              | Do              | Lu              | Ma              | Me              | Gi              | Ve              | Sa              | Do              | Lu              | Ma              | Me              | Gi              | Ve              | Sa              | Do              | Lu              | Ma              | Me              | Gi              | Ve              | Sa              | Do              |                 |                 |
| Ottobre         | Lu              | Ma              | Me              | Gi              | Ve              | Sa              | Do              | Lu              | Ma              | Me              | Gi              | Ve              | Sa              | Do              | Lu              | Ma              | Me              | Gi              | Ve              | Sa              | Do              | Lu              | Ma              | Me              | Gi              | Ve              | Sa              | Do              | Lu              | Ma              | Me              |                 |
| Novembre        | Gi              | Ve              | Sa              | Do              | Lu              | Ma              | Me              | Gi              | Ve              | Sa              | Do              | Lu              | Ma              | Me              | Gi              | Ve              | Sa              | Do              | Lu              | Ma              | Me              | Gi              | Ve              | Sa              | Do              | Lu              | Ma              | Me              | Gi              | Ve              |                 |                 |
| Dicembre        | Sa              | Do              | Lu              | Ma              | Me              | Gi              | Ve              | Sa              | Do              | Lu              | Ma              | Me              | Gi              | Ve              | Sa              | Do              | Lu              | Ma              | Me              | Gi              | Ve              | Sa              | Do              | Lu              | Ma              | Me              | Gi              | Ve              | Sa              | Do              | Lu              |                 |